# Astragalus reticulato-venosus
Astragalus reticulato-venosus är en ärtväxtart som beskrevs av Maassoumi och Dieter Podlech. Astragalus reticulato-venosus ingår i släktet vedlar, och familjen ärtväxter. Inga underarter finns listade i Catalogue of Life.